# Marshall Limon
Marshall Limon (Marshall Nielsen Limon; * 27. August 1915 in Vancouver; † 19. März 1965 in North Vancouver) war ein kanadischer Sprinter, der sich auf den 400-Meter-Lauf spezialisiert hatte.
Bei den Olympischen Spielen 1936 in Berlin erreichte er über 400 m das Viertelfinale und wurde in der 4-mal-400-Meter-Staffel Vierter.